# Louis Matute

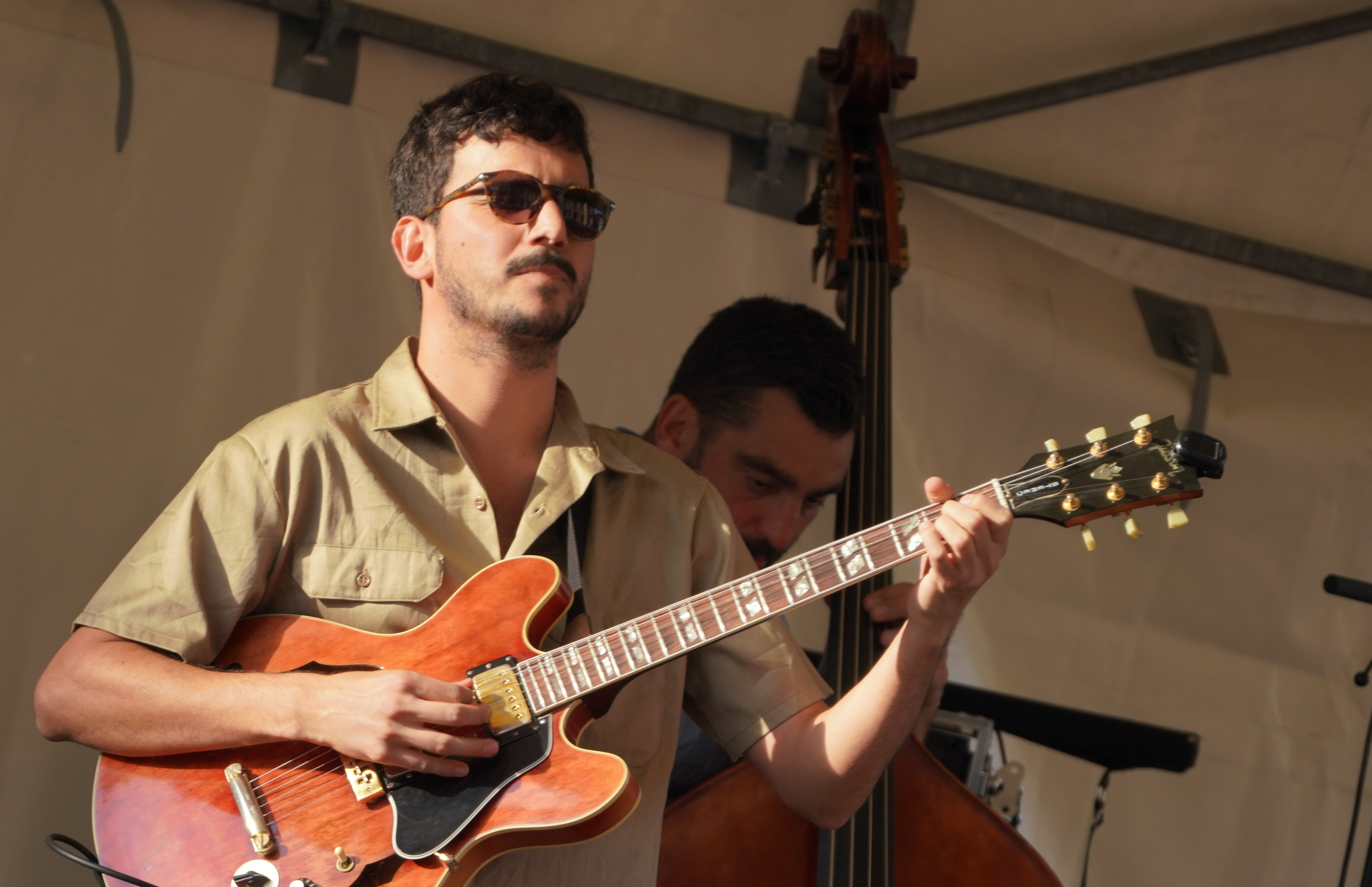
Louis Matute (2022)

Louis Matute (* 1993 in Genf) ist ein Schweizer Jazz- und Fusionmusiker (Gitarre, Komposition).

## Leben und Wirken
Matute, dessen Vater aus Honduras stammt, wuchs in Genf auf. Als Jugendlicher lernte er Flamenco-Gitarre bei Etienne Mayerat. 2013 gewann er den Musikpreis seines Gymnasiums und begann, sich mit Jazz zu beschäftigen. Auf der AMR Jazz School unterwies ihn Vinz Vonlanthen. Dann studierte er am Conservatoire Supérieur de Lausanne (HEMU), bei Francis Coletta, aber auch bei Wolfgang Muthspiel und Lionel Loueke.
Mit 20 Jahren gründete Matute 2016 sein Quartett mit Léon Phal, Virgile Rosselet und Nathan Vandenbulcke, für das er auch komponierte. 2018 entstand mit Telepathy (QFTF) ein erstes Album für dieses Quartett und 2020 mit How Great This World Can Be ein zweites. Mit seinem Quartett trat er beim Montreux Jazz Festival, bei «Jazz Onze+» oder beim Cully Jazz Festival auf, wo er 2019 den Wettbewerb «JazzContreband» gewann. 2021 fusionierte er beim Bâtie-Festivals in Genf für «Super Flumina Babylonis» sein Quartett mit dem Vokalensemble La Sestina, um Palestrina zeitgenössisch zu interpretieren. Mit einer zum Septett erweiterten Band (mit u. a. Amine M‘Raihi) spielte er sein drittes Album Our Folklore ein (Neuklang 2022). Mit diesem Projekt belegte er den zweiten Preis beim ZKB Jazzpreis 2022; stark von den Musik Südamerikas inspiriert stellte es auch einen Höhepunkt beim Schaffhauser Jazzfestival 2023 dar. Er arbeitete auch mit Nicolas Folmer, Nguyên Lê und Matthieu Michel. Das vierte Album Small Variations from the Previous Day erschien 2024 bei Neuklang in etwas veränderter Besetzung.